# HD 34880
HD 34880 är en trippelstjärna som antas ingå i Orionnebulosan i den södra delen av stjärnbilden Orion. Den har en skenbar magnitud av ca 6,42 och är mycket svagt synlig för blotta ögat där ljusföroreningar ej förekommer. Baserat på parallax på ca 3,55 mas, beräknas den befinna sig på ett avstånd på ca 919 ljusår (282 parsek) från solen. Den rör sig bort från solen med en heliocentrisk radialhastighet på ca 28 km/s.

## Egenskaper
Primärstjärnan HD 34880 A är en blå jättestjärna av spektralklass B8 III. Den utsänder energi från dess fotosfär motsvarande ca 370 gånger solen vid en effektiv temperatur av ca 10 200 K.
HD 34880 är en multipelstjärna bestående av 3 komponenter. Primärstjärnan A är en stjärna som uppträder med magnituden 6,41. B-komponenten har magnituden 11,0 och är separerad med 4,4 bågsekunder från A vid positionsvinkeln 285 °grader (från norr). Komponent C är av magnituden 9,1, separerad med 0,5 bågsekunder från A. Dess positionsvinkel är cirka 196° grader.